# Man Alive!
Man Alive! est le 8e et dernier album studio de Stephen Stills sorti en 2005.

## Historique
L'album contient d'anciens et de nouveaux enregistrements : Selon les notes du coffret Carry On : "Ain't It Always" de décembre 1976, "Spanish Suite" d'avril 1979 lors des sessions de son album inachevé de 1979, "Feed the People" de 1989 avec toute l'instrumentation sauf les chœurs remplacés plus tard, et "I Don't Get It" en 1991. La biographie de l'auteur Dave Zimmer sur Crosby, Stills & Nash place "Acadienne" avec des chansons pour l' album de CSN&Y Looking Forward , et basé sur le personnel dont il est issu avril 1998. Les dates des autres ne sont pas connues. "Drivin' Thunder" est apparu sur l'album de CSN&Y American Dream en 1988, mais Stills a écrit de nouvelles paroles cette version. Stephen a présenté "Heart's Gate" comme nouvelle chanson en concert en 2003. Graham Nash chante sur "Acadienne", "Feed the People" et "Wounded World", qu'il a coécrit. Neil Young est à la guitare et aux chœurs sur "Different Man" et "Round the Bend", alors que Herbie Hancock est au piano sur "Spanish Suite". Stills a dessiné le recto et le verso de la pochette de l'album.

## Titres de l'album
1. "Ain't It Always" (Stephen Stills) – 3:25
2. "Feed the People" (Stills) – 4:24
3. "Hearts Gate" (Stills) – 2:59
4. "Round the Bend" (Stills) – 5:12
5. "I Don't Get It" (Stills) – 3:35
6. "Around Us" (Joe Vitale, Stills) – 3:47
7. "Ole Man Trouble" (Booker T. Jones) – 4:56
8. "Different Man" (Traditionnel) – 2:10
9. "Piece of Me" (Stills) – 4:09
10. "Wounded World" (Stills, Graham Nash) – 3:12
11. "Drivin' Thunder" (Stills, Neil Young) – 4:30
12. "Acadienne" (Stills) – 4:02
13. "Spanish Suite" (Stills) – 11:20

## Musiciens
- Stephen Stills – chant, piano acoustique (1), guitare solo (1), guitares (2-13), basse (2, 4-6, 13), percussions (2, 5, 11, 13), chœurs (2, 4, 5, 11), orgue (4), claviers (5, 7, 10)
- George Terry – guitare rythmique (1)
- Neil Young – guitares (4, 8), chœurs (8)
- George Perry – basse (1), chœurs (1)
- Gerald Johnson – basse (7, 10-13)
- Jimmy Zavelo – harpe (9, 10)
- Mike Finnigan – orgue (1, 2, 6, 7, 10, 11), chœurs (1, 2, 12, 13), accordéon (12)
- Herbie Hancock – piano acoustique (13)
- Steve Madaio – trompette (13)
- Dorian Holley – chœurs (2, 5-7, 10)
- Brooks Hunnicutt – chœurs (2, 13)
- Mortonette Jenkins et Marlena Jeter – chœurs (2, 5-7, 10)
- Graham Nash – chœurs (2, 10, 12)
- Jennifer Stills – chœurs (5)
- Joe Vitale – batterie (1, 2, 5-7, 10-12), percussions (1, 4, 12), chœurs (1), orgue (5), claviers (6), synthétiseurs (11)
- Russ Kunkel – batterie (4), percussions (4)
- Billy Meeker – batterie (13)
- Joe Vitale Jr. – percussions (2, 6)
- Joe Lala – percussions (12, 13)
- Willie Bobo – percussions (13)
- Pete Escovedo – percussions (13)